# جیمی الجرینو
جیمی الجرینو (انگلیسی: Jimmy Algerino؛ زادهٔ ۲۸ اکتبر ۱۹۷۱) بازیکن فوتبال اهل فرانسه است.
از باشگاه‌هایی که در آن بازی کرده‌است می‌توان به باشگاه فوتبال ونتزیا، باشگاه فوتبال پاری سن ژرمن، باشگاه فوتبال موناکو، و باشگاه فوتبال سوشو اشاره کرد.